# Ionel Daniel Dănciulescu
Ionel Daniel Dănciulescu (Slatina, Olt, Rumania, 6 de diciembre de 1976) es un futbolista rumano. Jugaba de delantero y su último equipo fue el Dinamo de Bucarest de la Liga I.

## Trayectoria
Dănciulescu se inició jugando en el CSŞ Slatina equipo de su ciudad natal. Posteriormente debutó en la primera división rumana con 17 años en el Electroputere Craiova donde ocupó la vacante en la delantera que dejó Adrian Ilie tras su marcha al Steaua Bucarest. Tras su paso por Craiova fichó por el Dinamo Bucarest donde jugó 2 temporadas con unos números de 64 encuentros de liga en los que logró 22 goles. Así, en la temporada 1997/98 fichó por el histórico club turco Altay Spor Kulübü, pero a mitad de temporada regresó a su país tras recibir una importante oferta del Steaua Bucarest. Con los "militares" jugó 5 temporadas rayando a gran nivel en las que jugó 129 partidos logrando 53 goles, además de disputar Copa de la UEFA y Liga de Campeones. Con el Steaua consiguió en dos ocasiones la liga doméstica Divizia A, además de una Copa de Rumania y una Supercopa.
A mediados de la temporada 2001/02 abandonó el Steaua debido a que contó poco para el entrenador Victor Piţurcă, y fue traspasado al Dinamo de Bucarest por unos 350.000 dólares. En lo que restó de temporada, fue sin duda la más difícil de su carrera debido a que la afición no aceptó sus buenos años en el eterno rival, en cada partido recibía todo tipo de cánticos en contra e improperios. Esa misma temporada, incluso llegó a disputar un partido en el equipo filial Poiana Câmpina en la Divizia B. "Danciugol", como es apodado en el fútbol rumano, siguió jugando y metiendo goles, se sobrevino de las críticas y poco a poco se convirtió en un verdadero ídolo de la afición del Dinamo. Después de conseguir la liga rumana en la temporada 2001-2002, en 2002-2003 fue el segundo máximo goleador del campeonato solo por detrás de Claudiu Răducanu. Una temporada más tarde, volvió a alzarse con la liga rumana y la Copa de Rumania, consiguió ser el máximo goleador en solitario con 21 tantos, logró 6 goles en 5 partidos de Copa de la UEFA y logró 2 goles con la Selección de Rumania, por todo esto fue nombrado Futbolista Rumano del año.
El gran estado de forma de Dănciulescu le sirvió para que en 2005 fuera cedido al equipo chino Shandong Luneng, conocido como el "Real Madrid de China", que realizó una importante oferta económica tanto para el Dinamo, como para el propio jugador. En la República Popular China logró 10 goles en 11 partidos de liga y fue subcampeón de Copa. A su regreso al Dinamo en el fin de 2005 siguió siendo clave; en la temporada  2006/07 logró 15 goles volviendo a estar arriba en las tablas de goleadores, y haciendo una pareja letal con otro delantero y amigo desde niños Claudiu Niculescu. En la temporada 2007/08 volvió a ser el máximo goleador de la Liga I, también con 21 goles. En la actualidad, ostenta el honor de ser el 4.º máximo goleador de la historia de la liga rumana con 186 goles. El 1 de septiembre de 2009 antes de que expire el plazo de fichajes de verano el Hércules CF lo ficha por una cantidad cercana a los 200.000€. En sus inicios en la temporada le costó entrar en el equipo hasta que con sus goles en Copa del Rey acabó jugando como titular en liga teniendo buenas actuaciones en la mediapunta jugando en los partidos más retrasado que Andrija Delibašić. En Alicante se le consideró un jugador importante y la afición le dedicó un grupo numeroso en Facebook, el equipo logró el ascenso a Primera y Danciu fue el máximo goleador del equipo. Al finalizar la temporada el Hércules CF deja de contar con sus servicios y ficha por el Dinamo Bucarest.

## Clubes
| Club                  | País    | Año       | Liga PJ (G) | Copa PJ (G) | UEFA PJ (G) | Champ. PJ (G) |
| --------------------- | ------- | --------- | ----------- | ----------- | ----------- | ------------- |
| Electroputere Craiova | Rumania | 1993-1994 | 4 (1)       |             |             |               |
| Electroputere Craiova | Rumania | 1994-1995 | 27 (7)      |             |             |               |
| Dinamo Bucureşti      | Rumania | 1995-1996 | 32 (14)     |             | 2 (0)       |               |
| Dinamo Bucureşti      | Rumania | 1996-1997 | 32 (8)      |             |             |               |
| Altay Spor Kulübü     | Turquía | 1997-1998 | 7 (1)       |             |             |               |
| Steaua Bucureşti      | Rumania | 1997-1998 | 25 (13)     |             |             |               |
| Steaua Bucureşti      | Rumania | 1998-1999 | 33 (15)     |             | 1 (0)       | 4 (2)         |
| Steaua Bucureşti      | Rumania | 1999-2000 | 30 (14)     |             | 7 (1)       |               |
| Steaua Bucureşti      | Rumania | 2000-2001 | 27 (6)      |             |             |               |
| Steaua Bucureşti      | Rumania | 2001-2002 | 14 (5)      |             | 2 (0)       | 2 (0)         |
| Dinamo Bucureşti      | Rumania | 2001-2002 | 13 (3)      |             |             |               |
| Poiana Câmpina        | Rumania | 2001-2002 | 1 (1)       |             |             |               |
| Dinamo Bucureşti      | Rumania | 2002-2003 | 26 (16)     |             |             | 2 (0)         |
| Dinamo Bucureşti      | Rumania | 2003-2004 | 29 (21)     |             | 5 (6)       |               |
| Dinamo Bucureşti      | Rumania | 2004-2005 | 15 (11)     |             | 2 (1)       | 4 (2)         |
| Shandong Luneng       | China   | 2005      | 11 (10)     |             |             |               |
| Dinamo Bucureşti      | Rumania | 2005-2006 | 14 (2)      |             |             |               |
| Dinamo Bucureşti      | Rumania | 2006-2007 | 31 (15)     |             | 12 (5)      |               |
| Dinamo Bucureşti      | Rumania | 2007-2008 | 32 (21)     |             | 2 (1)       | 2 (1)         |
| Dinamo Bucureşti      | Rumania | 2008-2009 | 34 (12)     |             | 2 (0)       |               |
| Dinamo Bucureşti      | Rumania | 2009-2010 | 4 (2)       |             | 2 (0)       |               |
| Hércules              | España  | 2009-2010 | 25 (10)     | 4 (2)       |             |               |
| Dinamo Bucureşti      | Rumania | 2010-2012 | 61 (20)     |             | 2 (1)       |               |

## Palmarés
- Steaua Bucureşti:
  - Liga I: 1997–98, 2000–01.
  - Copa de Rumania: 1998-99.
  - Supercopa de Rumanía: 2000-01.
- Dinamo Bucureşti:
  - Liga I: 2001-2002, 2003-04, 2006-07.
  - Copa de Rumania: 2002-03, 2003-04.
- Shandong Luneng:
  - Copa de China de fútbol:
    - Subcampeón: 2005.
- Hércules C. F.:
  - Segunda División:
    - Subcampeón: 2009/10.
- Futbolista Rumano del año: 2004.
- Topscorer de Rumania: 2003-2004, 2007-2008, cada vez con 21 goles

### Récords personales
- Jugador con más partidos jugados en la Liga de Rumania con 515 partidos.
- Segundo máximo goleador histórico de la Liga de Rumania con 214 goles.